# Jerzy Aleksander Zawisza

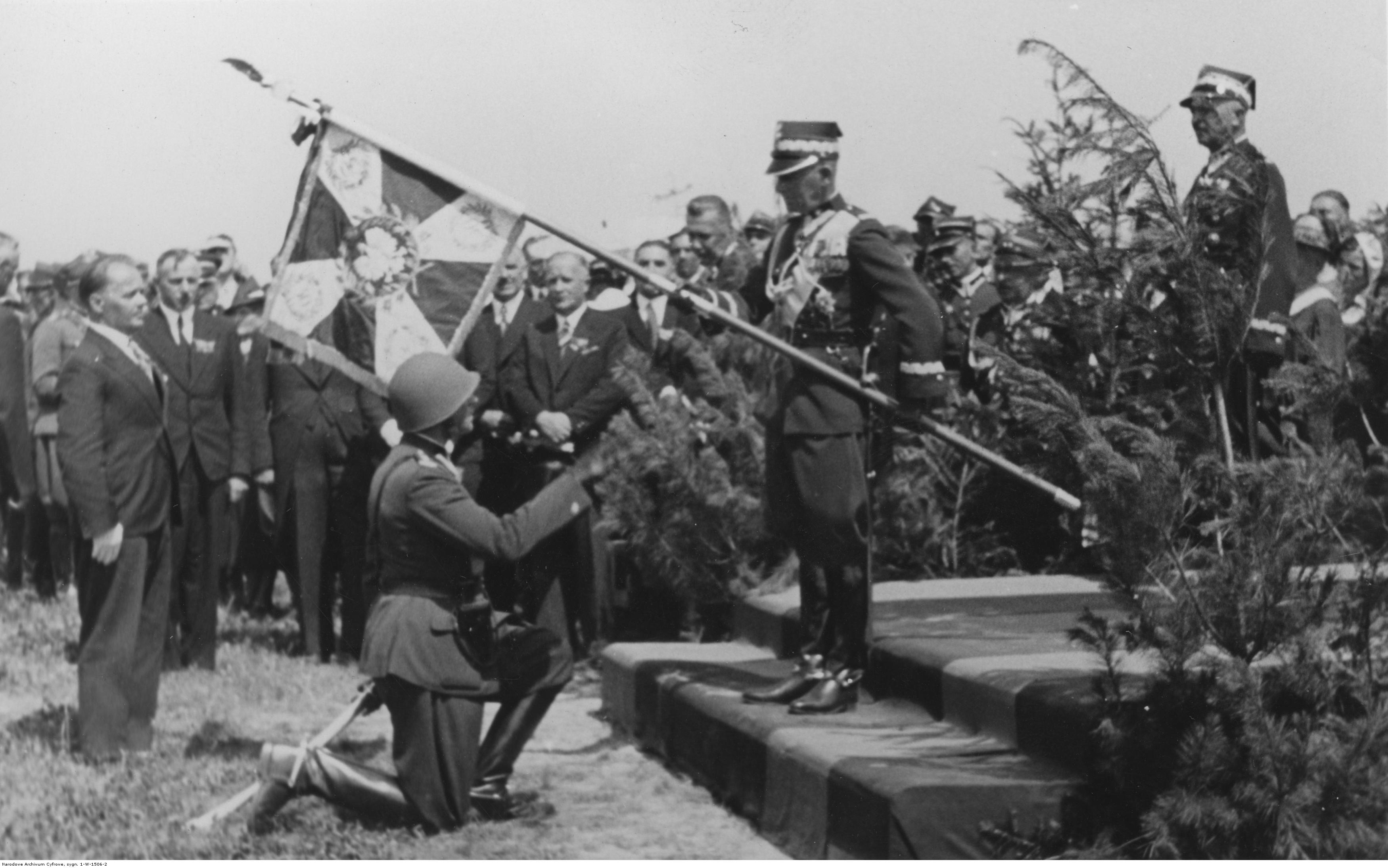
Marszałek Edward Śmigły-Rydz wręcza sztandar d-cy 30 pal płk dypl. Jerzemu Aleksandrowi Zawiszy; 17 lipca 1938 r.

Jerzy Aleksander Zawisza (ur. 18 czerwca 1895 w Wilnie, zm. 22 lutego 1995 w Martín Coronado) – pułkownik dyplomowany artylerii Wojska Polskiego i Polskich Sił Zbrojnych, w 1964 mianowany przez władze emigracyjne generałem brygady, kawaler Orderu Virtuti Militari.

## Życiorys
Jerzy Aleksander Zawisza przyszedł na świat w ziemiańskiej rodzinie Kazimierza, budowniczego kolei transsyberyjskiej, i Marii z d. Falewicz. Po wyborze ojca do Dumy Państwowej III kadencji (1907–1912) przeniósł się wraz z rodziną do Petersburga.
Jerzy Zawisza uczęszczał do Gimnazjum ks. Kiryła Nokołajewicza Teniszewa w Sankt Petersburgu, gdzie uzyskał maturę w 1914. Naukę kontynuował na Wydziale Rolniczym Politechniki Ryskiej. W trakcie studiów został przyjęty do korporacji akademickiej Arkonia. W 1916 rozpoczął kurs oficerów w Michajłowskiej Akademii Artylerii.
Od 1916 brał udział w walkach na terenie wschodniej Polski i w Rumunii, odznaczony został Orderem św. Anny III i IV klasy za męstwo, w 1917 awansował na porucznika (ros. lejtnant).
Walczył w I Korpusie Polskim gen. Józefa Dowbora-Muśnickiego (III dywizja gen. Wacława Iwaszkiewicza), następnie czynny w Polskiej Samoobronie Krajowej Litwy i Białorusi, Polskiej Organizacji Wojskowej (POW) w Wilnie, oddziale rotmistrza Jerzego Dąbrowskiego.
Dowodził 3 baterią w 10 pułku artylerii polowej w Zgierzu, 8 baterią 2 pułku artylerii polowej w 1 Dywizji Litewsko-Białoruskiej, później w 2 Dywizji Piechoty Legionów, brał udział w ofensywie 1919. W maju 1920 walczył w dziesięciodniowej bitwie pod wsią Murowa na linii Berezyny, otrzymał Krzyż Srebrny Orderu Wojskowego Virtuti Militari oraz Krzyż Walecznych. Uczestniczył w walkach z 1. Armią Konną Siemiona Budionnego i w pościgu za cofającą się Armią Czerwoną oraz w bitwie nad Niemnem.
3 maja 1922 roku został zweryfikowany w stopniu kapitana ze starszeństwem z dniem 1 czerwca 1919 roku i 216. lokatą w korpusie oficerów artylerii, a jego oddziałem macierzystym był 2 pułk artylerii polowej Legionów. Ukończył studia w Wyższej Szkole Wojennej i Szkole Nauk Politycznych w Warszawie. 1 grudnia 1924 roku został mianowany majorem ze starszeństwem z dniem 15 sierpnia 1924 roku i 88. lokatą w korpusie oficerów artylerii. W latach 1925–1926 dowódca dywizjonu w 14 Wielkopolskim pułku artylerii polowej. Z dniem 24 października 1926 roku został przydzielony do składu osobowego generała do prac przy Generalnym Inspektorze Sił Zbrojnych, generała brygady Stanisława Burhardt-Bukackiego na stanowisko III oficera sztabu z równoczesnym przeniesieniem do kadry oficerów artylerii. 26 kwietnia 1928 roku został przeniesiony z Inspektoratu Armii w Wilnie do 19 Dywizji Piechoty w Wilnie na stanowisko szefa sztabu. 2 grudnia 1930 roku został mianowany podpułkownikiem ze starszeństwem z dniem 1 stycznia 1931 roku i 24. lokatą w korpusie oficerów artylerii. W styczniu 1931 roku został przeniesiony do 28 pułku artylerii polowej w Zajezierzu na stanowisko zastępcy dowódcy pułku. W październiku 1934 roku objął dowództwo 2 dywizjonu artylerii konnej w Dubnie. W 1937 roku został mianowany dowódcą 30 pułku artylerii lekkiej w Brześciu. 19 marca 1938 roku awansował na pułkownika w korpusie oficerów artylerii. W tym samym roku odbył Kurs Wyższych Oficerów Artylerii w Centrum Wyszkolenia Artylerii w Toruniu i został przeniesiony do Generalnego Inspektoratu Sił Zbrojnych w Warszawie na stanowisko I oficera sztabu inspektora armii, generała dywizji Tadeusza Piskora. Na wypadek wojny z ZSRR był przewidziany na szefa sztabu Armii „Baranowicze”.
4 września 1939 mianowany szefem sztabu Armii „Lublin”. 20 września 1939 dostał się do niemieckiej niewoli. W kwietniu 1945 roku wyzwolony z oflagu VII A Murnau. Następnie służył w 2 Korpusie Polskim (5 Kresowa Dywizja Piechoty gen. Nikodema Sulika i 2 Warszawska Dywizja Pancerna) oraz w Komisji Studiów 2 Korpusu. W latach 1947–1949 w Polskim Korpusie Przysposobienia i Rozmieszczenia w Wielkiej Brytanii.
Po demobilizacji w 1949, wyjechał do Argentyny. Czynnie uczestniczył w pracy społecznej, stając się ważnym członkiem argentyńskiej Polonii. Prezes, a następnie prezes honorowy Stowarzyszenia Polskich Kombatantów w Argentynie i Stowarzyszenia Kawalerów Orderu Wojennego Virtuti Militari w Argentynie, od 1955 prezes Polskiej Macierzy Szkolnej. Pięciokrotnie pełnił funkcję prezesa największej organizacji polonijnej Związku Polaków w Argentynie, organizował m.in. obchody 1000-lecia Chrztu Polski. Generał broni Władysław Anders mianował go generałem brygady ze starszeństwem z dniem 1 stycznia 1964 roku w korpusie generałów. Od 1975 dożywotni, honorowy prezes Związku Polaków w Argentynie. W 1978 w Londynie został wyróżniony przez Zarząd Główny Stowarzyszenia Polskich Kombatantów Złotą Odznaką Honorową.
Pośmiertnie upamiętniony specjalną uchwałą Senatu RP (12 maja 1995 r.) następującej treści:
Senat Rzeczypospolitej Polskiej, pomny zasług generała brygady Jerzego Aleksandra Zawiszy, składa hołd Jego wysiłkom żołnierskim na rzecz wskrzeszenia Polski w 1918 r., obrony niezawisłości w 1920 r. i zachowania niepodległości w 1939 r. Na najwyższy szacunek zasługuje postawa obywatelska i praca społeczna Generała podczas pobytu na emigracji we Włoszech, Wielkiej Brytanii i Argentynie. Senat Rzeczypospolitej stwierdza, że generał Jerzy Aleksander Zawisza dobrze zasłużył się Ojczyźnie.

## Ordery i odznaczenia
- Krzyż Srebrny Orderu Wojskowego Virtuti Militari nr 348 (19 lutego 1922)[10]
- Krzyż Komandorski Orderu Odrodzenia Polski (15 sierpnia 1981)
- Krzyż Kawalerski Orderu Odrodzenia Polski (11 listopada 1935)
- Krzyż Komandorski z Gwiazdą Orderu Zasługi Rzeczypospolitej Polskiej (12 grudnia 1994)
- Krzyż Walecznych (1920)
- Złoty Krzyż Zasługi (10 listopada 1928)[11][12]
- Medal Niepodległości (13 września 1933)[13]
- Odznaka Pamiątkowa Generalnego Inspektora Sił Zbrojnych (12 maja 1936)
- Złota Odznaka Honorowa Stowarzyszenia Polskich Kombatantów
- Medal Zwycięstwa („Médaille Interalliée”)[14] – zezwolenie z 20 kwietnia 1925[15]
- Order Świętej Anny III klasy (Imperium Rosyjskie)
- Order Świętej Anny IV klasy (Imperium Rosyjskie)